# Need You the Most
Need You the Most è un singolo del duo musicale francese Ofenbach, pubblicato il 21 marzo 2025.

## Descrizione
Il brano è un banger euforico da dancefloor con un tocco di nostalgia.

## Video musicale
Il video musicale, diretto da Quentin Auger, è stato pubblicato in concomitanza all'uscita del brano attraverso il canale YouTube del duo musicale.

## Tracce
Testi e musiche di César de Rummel, Dorian Lauduique, Jordan Shew, Salem Ilese Davern e Vincent J. Van Den Ende.
1. Need You the Most – 2:10